# NGC 2355
NGC 2355 (również NGC 2356 lub OCL 496) – gromada otwarta znajdująca się w gwiazdozbiorze Bliźniąt. Znajduje się w odległości ok. 7,2 tys. lat świetlnych od Słońca.
Odkrył ją William Herschel, prawdopodobnie 8 marca 1784 roku. Pozycja obiektu odnotowana przez niego tamtej nocy jest jednak niedokładna i nie ma w niej żadnej gromady gwiazd (astronom prawdopodobnie popełnił błąd 10-12' w deklinacji, gdyż w takiej odległości znajduje się jedyna okoliczna grupa gwiazd pasująca do sporządzonego przez niego opisu). Herschel ponownie obserwował gromadę 16 marca tego samego roku i z powodu różnicy w obliczonej pozycji uznał, że jest to inny obiekt i skatalogował ją po raz drugi. John Dreyer zestawiając swój New General Catalogue skatalogował obie obserwacje Herschela jako, odpowiednio, NGC 2356 i NGC 2355.